# بيغ جيمس هندرسون
بيغ جيمس هندرسون (بالإنجليزية: Big James Henderson)‏ هو متحدث تحفيزي أمريكي، ولد في 9 أبريل 1965 في Roxbury, Boston ‏ في الولايات المتحدة.